# Scammell Pioneer
De Scammell Pioneer was een Brits voertuig geschikt voor het transport van zeer zware lading als tanks en zwaar geschut. Er was ook een variant als bergingsvoertuig. De Scammell Explorer was de opvolger van de Scammell Pioneer. Deze voertuigen zijn van circa 1930 tot de jaren tachtig in gebruik geweest.

## Geschiedenis

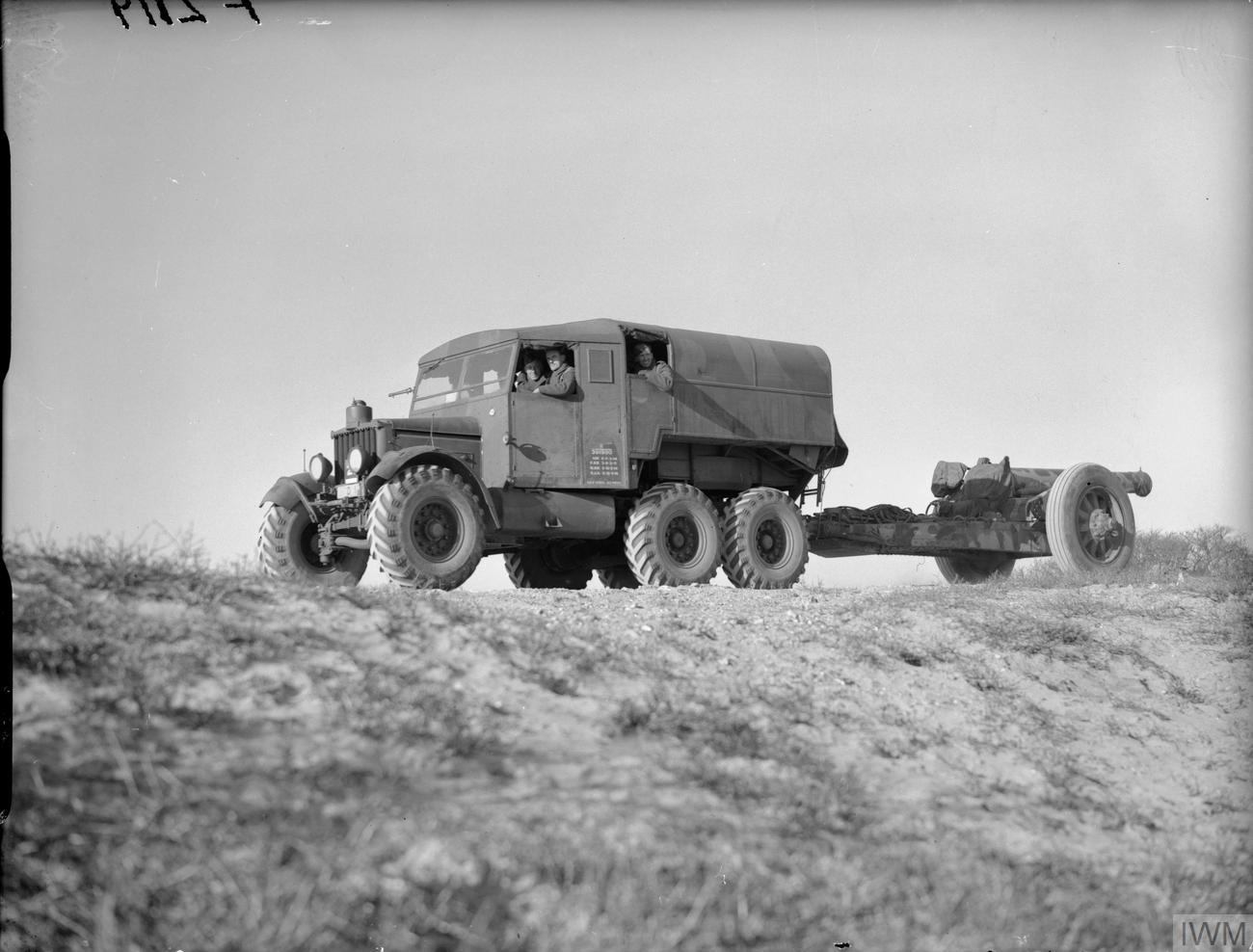
Scammell Pioneer artillerietrekker met 8inch-kanon

De ontwikkeling van de Scammell Pioneer startte aan het eind van de jaren twintig. De Scammell Lorriesfabriek in Watford wilde een civiel voertuig ontwikkelen voor het transport van zware lading in gebieden met een slechte infrastructuur. Bedrijven actief in de bosbouw en in de oliewinning werden gezien als de belangrijkste klanten. Van de zes wielen werden alleen de vier achterwielen aangedreven, maar er was ook een 6×6 versie beschikbaar. De achterassen waren zeer flexibel; zo bleef in moeilijk terrein het contact tussen de wielen en de grond behouden. In combinatie met de Gardner zescilinder dieselmotor, met een vermogen van 102 pk, had het voertuig voldoende kracht hieraan te voldoen, maar alleen bij een zeer lage snelheid.
Gardner, gevestigd in Manchester was in 1929 gestart met de ontwikkeling van dieselmotoren. Na het eerste succes met de viercilinder 4L2 werd de eerste versie van de LW serie in 1931 in productie genomen. De zescilinderversie, de LW6, was een zeer betrouwbare motor met een cilinderinhoud van 8,4 liter. Verder werden op dezelfde basis, vier, vijf en na de oorlog ook twee en zelfs achtcilinder versies van de LW gebouwd. In totaal zijn ruim 90.000 motoren van deze serie gemaakt; ze werden toegepast in vrachtwagens, autobussen, lichte locomotieven en op kleine schepen. Scammell was een belangrijke afnemer van Gardner LW6 motoren.
Het Britse leger zag ook de mogelijkheden in en bestelde een aantal 6×4 voertuigen voor het transport en bergen van tanks met een gewicht van maximaal 20 ton. Deze werden vanaf 1932 geleverd. Later werden wel verbeteringen doorgevoerd waarmee het maximale gewicht van de mee te voeren tanks werd verhoogd naar 30 ton.

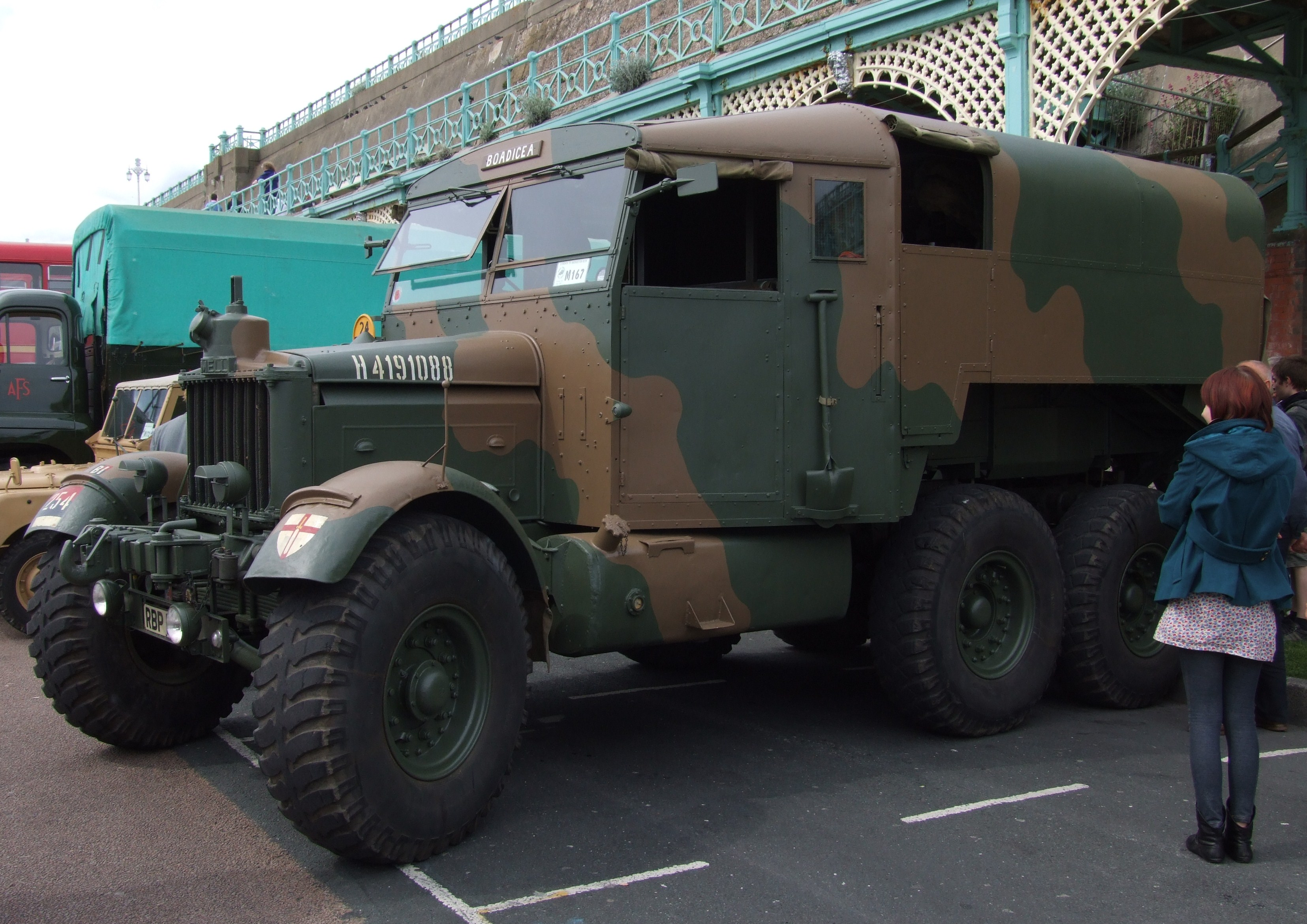
Scammell Pioneer artillerietrekker

Later werden andere varianten gefabriceerd waaronder een artillerietrekker en een bergingsvoertuig. De artillerietrekker werd uitgerust met een lier met een capaciteit van 8 ton. De laadruimte was geschikt gemaakt voor de geschutsbemanning en munitie. Bij het uitbreken van de Tweede Wereldoorlog telde het Britse leger zo'n 500 artillerietrekkers. De meeste van deze voertuigen waren in 1939-1940 naar Frankrijk gestuurd met het British Expeditionary Force (BEF). Bij de evacuatie van het BEF in mei 1940 zijn veel exemplaren achtergebleven.
De bergingsvoertuigen werden vanaf 1939 geleverd. Dit voertuig was ook voorzien van een lier en een kraan met een hefvermogen van circa 3 ton. De kraan was opklapbaar, latere versies kregen een uitschuifbare versie, waarmee de totale hoogte werd gereduceerd. Het voertuig was ook uitgerust met twee grote laadkisten naast de kraan, voor de opslag van noodzakelijk hulpmateriaal bij een berging.
In totaal zijn ongeveer 3500 exemplaren geproduceerd, waarvan 1975 bergingsvoertuigen. In 1945 werd de productie van de Pioneer gestaakt.

## Scammell Explorer

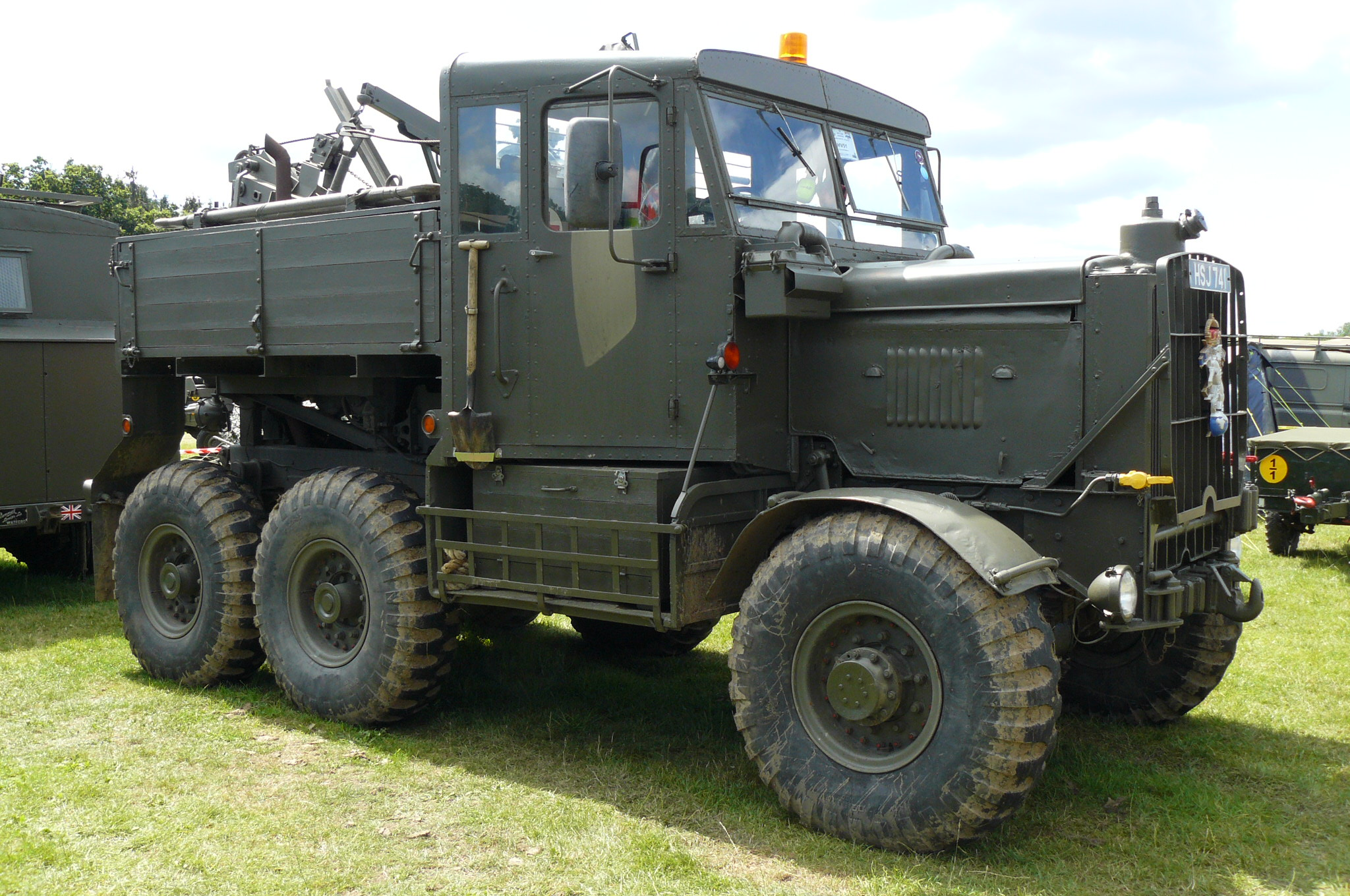
Scammell Explorer bergingsvoertuig

Na de oorlog werkte Scammell verder aan het ontwerp van de Pioneer. Er werd een 6×6 versie, dus met aandrijving op alle wielen, ontwikkeld met nog betere prestaties in het terrein. Scammell wilde wederom een dieselmotor gebruiken, maar het Britse ministerie van Defensie gaf de voorkeur aan een benzinemotor. Scammell plaatste een Meadows zescilinder benzinemotor met een inhoud van 10,4 liter. Het vermogen van de motor was 175 pk. Deze motor was hoger dan de eerder gebruikte dieselmotor waardoor de cabine ook hoger kwam te liggen. De buitenmaten van de Explorer zijn gelijk aan die van de Pioneer, maar de Explorer was wel ruim 20 centimeter hoger. De kraan had ook een iets groter hefvermogen van 4,5 ton. De benzinetank met een inhoud van 320 liter gaf het voertuig een bereik van 510 kilometer. Op de weg kon de Explorer een maximale snelheid bereiken van 62 kilometer per uur. Het voertuig werd vanaf 1944 door het leger getest bij het Wheeled Vehicles Experimental Establishment (WVEE) maar de eerste order werd in 1949 gegeven en betrof 125 exemplaren. Tussen 1950 en 1953 zijn er vervolgorders gekomen voor zowel de Britse land- en luchtmacht. In totaal zijn circa 1500 exemplaren gebouwd, waarvan de helft voor de Britse strijdmacht. Vanaf 1950 zijn de voertuigen in gebruik genomen. De Explorer heeft tot de jaren tachtig dienstgedaan en is uiteindelijk opgevolgd door bergingsvoertuigen van AEC en Leyland.